# Нахова, Ирина Исаевна
Ирина Исаевна Нахова (род. 1955,Москва) — российская художница, представительница московского концептуализма. Впервые за всю историю русского павильона на Венецианской биеннале Россия в 2015 году представила женщину-художницу. Живёт и работает в Нью-Джерси и в Москве.

## Биография
Отец, Исай Михайлович Нахов (1920—2006), филолог, профессор МГУ. Мать работала в издательстве «Детгиз» и была знакома со многими художниками. Благодаря этому, Нахова впервые встретилась с современным искусством — Виктор Пивоваров (один из родоначальников московского концептуализма) пригласил мать художницы к себе в мастерскую, чтобы показать свои работы. Вскоре Нахова познакомилась со многими другими деятелями художественного андеграунда— Ильей Кабаковым, Владимиром Янкилевским, Эдуардом Штейнбергом и Эдуардом Гороховским.
С 1972 по 1978 годы училась на заочном отделении Московского полиграфического института. К середине 1970-х годов относятся первый самостоятельный опыт в живописи. В разные периоды жизни училась у Виталия Комара и Александра Меламида, Яна Раухваргера, Софьи Ганнушкиной, Юрия Бурджеляна.
В 1974 году Александр Глезер и художник Оскар Рабин организовали знаменитую «Бульдозерную выставку». В списке участников была Ирина Нахова, но из-за последующих угроз со стороны властей, не смогла принять в ней участие. С 1983 года принимала участие в акциях группы «Коллективные действия». Вступила в книжную секцию МОСХа в 1986 году и проиллюстрировала более пятидесяти книг. В 1970-е годы занималась преимущественно станковой живописью.
7 июля 1988 года ведущий мировой аукционный дом Сотбис совместно с Министерством Культуры СССР провел в Москве первый международный аукцион картин художников русского авангарда и современных советских художников. Художники, участвовавшие в аукционе, получали приглашения на зарубежные выставки, в том числе и Нахова. Первая была, организованная Лизой Шмитц Iskunstvo: Moskau-Berlin в 1988 году город Берлин. В 1991 году Нахова получила грин-карту, переехала в США, где в дальнейшем стала проживать. В 1994-1997 гг. профессор живописи в Университете Уейна в городе Детройт, США. В настоящее время работает как художник-педагог по приглашениям европейских и американских университетов. В 2011 году прошла большая ретроспектива Ирины Наховой в ММСИ на Гоголевском бульваре. В 2013 году стала лауреатом премии Кандинского в номинации «Лучший проект». В 2015 году представляла Россию на Венецианской биеннале современного искусства.

## Избранные работы

##### «Комнаты»[5][6][7][7]
Ирина Нахова — один из первых русских художников, которая начала заниматься инсталляциями в СССР, создав в середине 1980-х в своей квартире серию крупномасштабных проектов «Комнаты»;

##### «Рай»[2][8]
Проект является прямым продолжением проекта «Комнаты», особого жанра, в рамках которого Нахова создает в качестве произведения искусственное пространство;
«Зеленый павильон»
Мультимедийная инсталляция, которая обращается к теме цвета, архитектуры и исторической памяти. Комиссар Павильона — Стелла Кесаева, куратор проекта — Маргарита Мастеркова-Тупицына, организаторы — Министерство культуры РФ и Stella Art Foundation.

## Персональные и групповые выставки (избранное)[14]
2020
«Стена». Галерея pop/off/art. Москва
2019
«Museum of the Edge». Zimmerli Art Museim. Нью-Йорк. США
2018
«Room No 2. 1984/2018». Tate Modern. Лондон. Великобритания
2017
«Экологическая оптика. Ирина Нахова». Государственный центр современного искусства. Москва
«Битва инвалидов», в рамках Параллельной программы 7-й Московской международной биеннале современного искусства, галерея pop/off/art, Москва
«Взгляд». ГМИИ им. А. С. Пушкина, Москва.
2016
«Primary Forces». Nailya Alexander gallery, Нью-Йорк;
Современные русские художники — участники Венецианской биеннале. ЦВЗ «Манеж», Санкт-Петербург(групповая);
Дом впечатлений. Классика и современность медиаискусства. ГМИИ им. А. С. Пушкина, Москва (групповая).
2015
«Зелёный павильон». Русский павильон, Венецианская биеннале современного искусства, Венеция, Италия;
Люди в городе. ГЦСИ, Москва (групповая).
2013
«Рай». Большое винохранилище ЦСИ «ВИНЗАВОД», Москва;
Международный женский день. Феминизм: от авангарда до наших дней. Музейно-выставочный центр «Рабочий и колхозница», Москва (групповая).
2011
«Комнаты». Московский музей современного искусства, Москва;
Заложники пустоты. Государственная Третьяковская галерея, Москва (групповая).
2009
Русский леттризм. Центральный Дом художника, Москва (групповая);
Не игрушки?!, Государственная Третьяковская галерея, Москва (групповая).
2007 
Disagreeable Matters — Disarming Icons. Windows at Kimmel Center, New York University, Нью-Йорк, США .
2006
Moscow Installation. Karlsruhe Kunstlerhaus, Карлсруэ, Германия;
Коллаж в России. Государственный Русский Музей, Санкт-Петербург (групповая).
2005
Искусственные Кусты и Сидящая на Берегу. Государственная Третьяковская Галерея, Москва ;
Probably Would 1. Nailya Alexander Gallery, Нью-Йорк, США ;
Гендерные волнения. Московский Музей современного искусства, Москва (групповая);
Сообщники. Государственная Третьяковская галерея, Москва (групповая);
Квартирные выставки. Вчера и сегодня. Государственный Центр современного искусства, Москва (групповая).
2004 
Irina Nakhova. Galerie im Traklhaus, Зальцбург, Австрия ;
«Степень повышенной опасности». ГЦСИ, на мансарде дома В. Поленова, Москва; 
Berlin-Moskau/Москва-Берлин 1950—2000. Государственный исторический музей, Москва (групповая).
2003 
When Will You Be Home? Wooster College Art Museum, Вустер, США;
Репетиция. Государственная Третьяковская галерея, Москва, Россия.
2000
Deposition. Rupertinum, Museum Moderner Kunst, Зальцбург, Австрия;
Showroom: Installation with Big Red. Tallinna Linnagalerii, Таллинн.
1998 
Showroom: Installation with Big Red. Galerie Eboran, Зальцбург, Австрия;
1997 
Что я видел. XL Галерея, Москва, Россия ;
Power of Painting: Food Painting. Bunting Gallery, Ройал-Ок, США .
1995 
Friends and Neighbors. Cranbrook Art Museum, Блумфилд-Хилс, США;
Пища богов. XL Галерея, Москва .
1993 
Careful With Your Eyes. Gallery 60, Умео, Швеция .
1992 
Recent Works. Phyllis Kind Gallery, Нью-Йорк, США ;
Partial Triumph II. Galeria Berini, Барселона, Испания .
1990 
Momentum Mortis. Phyllis Kind Gallery, Нью-Йорк, США.
1989 
Partial Triumph I. Vanessa Devereux Gallery, Лондон, Англия.
1988 
Ich lebe — Ich sehe. Kunstmuseum, Берн, Швейцария (групповая);
ИсKUNSTво I. Kunstlerwerkstatt im Bahnhof Westend, Западный Берлин (групповая);
Neuvostoliiton Nuorta Taidetta. Turun Taidemuseo, Турун, Финляндия (групповая).
1982 
Что такое пластика (однодневная выставка). Выставочный зал МСХ на Кузнецком мосту, 11, Москва (групповая).

## Критика
Ирина Нахова, чья художественная карьера связана с кругом московского концептуализма, считается автором первых российских «тотальных инсталляций». Под всяческие художественные трансформации художница героически отдавала одну из комнат своей двухкомнатной квартиры, которую, например, могла полностью, вместе со всеми находящимися в ней предметами обстановки, покрасить в серый цвет.
И.Кулик
Практика Ирины Наховой выглядит совершенно по-другому: она странным образом продолжает сохранять фундаментальный творческий импульс созидания, почти архаический жест превращения сырой материи в нечто оформленное, который некоторые назвали бы «женским». В инсталляциях Наховой часто присутствуют архитектура и скульптура, но не меньшее место занимает и живопись — не картина как предмет, а именно живопись как жест, которым Нахова расписывает брезент раскладушек («Camping», 1990) или сукно пальто («Friends and Neighbours», 1994). Этот жест приносит «живое», телесное в инсталляцию, живопись — что очень явственно звучит в этом слове в русском языке — выступает как «давание жизни», наполнение мертвой материи энергией. Поэтому и надувные скульптуры Наховой («Big Red», 1999) тоже не выбиваются из общего ряда, хотя колышущаяся в них «жизнь» может быть и пугающей. Это ощущение испуга важно, хотя не сразу понимаешь, с чем оно связано.

Екатерина Деготь